# 새벽다방
새벽다방은 MBC 표준FM의 라디오 프로그램이다. 심야 팝 음악 전문 프로그램으로 방송되고 있다. 매일 새벽 4시부터 새벽 4시 55분까지 문화방송 표준FM에서 방송된다. 이 프로그램의 이전 진행자는 가수 조PD가 아닌 MBC의 조정선 PD였다. 2011년 MBC 가을개편으로 폐지되었다가 2012년 1월 2일 이후 3개월 만에 부분조정으로 다시 부활하였으나 2013년 3월 24일 방송 끝으로 이 프로그램은 폐지되었다. 하지만 2013년 9월 3일 이후 6개월 만에 다시 부활하였고, 김범도 아나운서가 진행하게 되었다. 현재는 진행자가 교체되면서 서인 아나운서로 바뀌었다. 2020년 11월 13일자로 10년 만에 완전 폐지되었다.
이 프로그램은 전국방송이다.

## 요일코너
- 월 : 낯설어도 괜찮아
- 화 : 우리가 사랑한 OST, True Love Story
- 수 : 이심전심, 먼데서 온 편지 (수,목,금,토 2부)
- 목 : 시시콜콜 팝 수다
- 금 : 시가 된 노래
- 토 : 금요일 밤의 열기
- 일 : 원조 VS 리메이크